# Мужская сборная Индии по кёрлингу
Мужская сборная Индии по кёрлингу — представляет Индию на международных соревнованиях по кёрлингу. Управляющей организацией выступает Федерация кёрлинга Индии (англ. Curling Federation of India).
Впервые выступила в октябре 2022 на Панконтинентальном чемпионате 2022.

## Результаты выступлений

### Панконтинентальный чемпионат
| Год  | Место | И  | В | П | Состав (четвёртый/скип, третий, второй, первый, запасной, тренер)                                                                      |
| ---- | ----- | -- | - | - | --- |
| 2022 | 10    | 9  | 6 | 3 | P. N. Raju (скип), Girithar Anthay Suthakaran, Vinay Goenka, Kishan Dharmendra Vasant, тренер: Даррен Молдинг                          |
| 2023 | 13    | 7  | 3 | 4 | P. N. Raju (скип), Girithar Anthay Suthakaran, Kishan Dharmendra Vasant, Vinay Goenka, запасной: Sudheer Reddy, тренер: Даррен Молдинг |
| 2024 | 13    | 10 | 7 | 3 | P. N. Raju (скип), Girithar Anthay Suthakaran, Sudheer Reddy, Kishan Vasant, запасной: Vinay Goenka                                    |